# Mantispa alicante
Mantispa alicante är en insektsart som beskrevs av Banks 1913. Mantispa alicante ingår i släktet Mantispa och familjen fångsländor. Inga underarter finns listade i Catalogue of Life.